# Arsène Mersch
Arsène Mersch (Koerich, 14 de dezembro de 1913 - Koerich, 12 de julho de 1980) foi um ciclista luxemburguês que foi profissional entre 1935 e 1940, conseguindo 13 vitórias nestes anos.
Seu irmão Josy também foi ciclista profissional de 1934 a 1936.

## Palmarés
- 1934
  - 1º no Grande Prêmio François-Faber
- 1935
  - Campeão de Luxemburgo em Estrada 
  - Vencedor de uma etapa da Volta à Catalunha
- 1936
  - Campeão de Luxemburgo de ciclo-cross 
  - Vencedor de uma etapa do Tour de France
  - Vencedor de uma etapa da Volta à Bélgica
- 1938
  - Campeão do Luxemburgo de ciclo-cross 
  - 1º no Critérium de Cannes
  - 1º no Circuito Marco Cremonese
  - Vencedor de uma etapa da Volta à Suíça
- 1939
  - Campeão de Luxemburgo em Estrada
  - Campeão do Luxemburgo de ciclo-cross 
  - Vencedor de uma etapa da Volta à Suíça
- 1940
  - 1 vitória em ciclo-cross

### Resultados no Tour de France
- 1936.

5º da classificação geral e vencedor de uma etapa
- 1937. 27º da classificação geral
- 1938. 32º da classificação geral
- 1939. Abandona (8ª etapa)